# Fort Raymond
O Fort Raymond ou, alternativamente, Manuel's Fort ou simplesmente Fort Manuel, foi um posto avançado estabelecido pelo comerciante de peles Manuel Lisa e recebeu o nome de seu filho. O posto estava localizado na confluência dos rios Bighorn e Yellowstone. Após a sua fundação, foi o primeiro entreposto comercial mantido por descendentes de europeus no moderno estado de Montana. Seria o primeiro de vários postos de Lisa ao longo de seu tempo no desenvolvimento do comércio regional de peles. Entre os contratados por Lisa para a expedição estavam vários membros do "Corps of Discovery" em Fort Raymond, notavelmente George Drouillard, John Colter e Peter M. Weiser, que estavam estacionados em Fort Raymond.
As obras começaram na estação em novembro de 1807, com os edifícios iniciais sendo "abrigos temporários e uma casa comercial com dois quartos e um loft". Lisa supervisionou as operações diárias por nove meses após a abertura do posto. Durante o inverno, Colter foi enviado com mercadorias para as terras natais Niitsitapi para estabelecer relações comerciais. Colter conheceu um grupo de indígenas e concordou em viajar com eles. Esses homens eram de duas nações que eram inimigas tradicionais dos Niitsitapi, os Salish e Apsáalooke. Um grupo armado de Niitsitapiksi foi encontrado e uma batalha começou, Colter juntou-se ao seu grupo de viagem contra os Nittsitapi. A presença de Colter no campo de batalha observada pelos guerreiros Niitsitapiksi, tendo um efeito ruinoso nas relações futuras entre os esforços comerciais de Manuel Lisa.
Lisa voltou para St. Louis em 1808, deixando um complemento de caçadores de peles em Fort Raymond. Ao chegar a St. Louis Lisa juntou-se a William Clark na formação de um esforço de propriedade conjunta para explorar populações de peles, a Missouri Fur Company (MFC). Depois de retornar à estação na primavera de 1809, Lisa adicionou formalmente o Fort Raymond como propriedade do MFC. A estação foi abandonada após a inauguração do Forte Lisa em 1810.